# José de Mesquita
José Barnabé de Mesquita (Cuiabá, 10 de março de 1892 — Cuiabá, 22 de junho de 1961) foi um poeta parnasiano, romancista, contista, ensaísta, historiador, jornalista, genealogista e jurista brasileiro, formado pela Faculdade de Direito de São Paulo em 1913. Homônimo do seu pai José Barnabé de Mesquita, (1855 — 1892), assinava somente José de Mesquita, foi como se tornou mais conhecido.
- Desembargador do Tribunal de Justiça de Mato Grosso, do qual foi Presidente por 11 anos seguidos (1929 — 1940).
- Foi um dos principais incentivadores à fundação do Instituto Histórico e Geográfico de Mato Grosso em 1919 e, da Academia Mato-grossense de Letras em 1921, da qual foi Membro Fundador e, Presidente desde a sua fundação até o seu falecimento em 1961, ocupou a cadeira nº 19, cujo patrono é José Vieira Couto de Magalhães.
- É patrono da cadeira de número 7 da Academia Sul-Matogrossense de Letras.

## Homenagens
- Escola Estadual José Barnabé de Mesquita, A escola localizada na rua barão de melgaço no bairro Cohab Nova em Cuiabá.

## Obras
- Poesias: do amor, da natureza; do sonho, da arte,[1] Cuiabá, 1919;
- Elogio histórico ao Dr. Antônio Corrêa da Costa, Cuiabá, 1921;
- Os Jesuítas em Mato Grosso, Cuiabá, 1921;
- O Catolicismo e a Mulher, Cuiabá, 1926;
- Elogio fúnebre do General Caetano Manoel de Faria e Albuquerque, Cuiabá, 1926;
- Gente e Coisas d'Antanho - Crimes Célebres[2] (ensaio sociológico), Rev. Instituto Histórico de Mato Grosso, ano XVI, tomo VIII, 1926;
- Terra do Berço[1] (poesias), Cuiabá,, 1927;
- A Cavalhada,[1] (contos regionais), Cuiabá, 1928;
- Um Paladino do Nacionalismo (elogio a José Vieira Couto de Magalhães) Cuiabá, 1929;
- Semeadoras do Futuro, (discurso paraninfal, às normalistas de Cuiabá), Cuiabá, 1929;
- Da Epopéia Mato-grossense[1] (poesias), Cuiabá, 1930;
- Corá[3] (conto, 1930);
- O Taumaturgo do Sertão (biografia do Frei José Maria de Macerata), Niterói, 1931;
- Grandeza e Decadência de Serra Acima[2] (ensaio sociológico), Rev. Instituto Histórico de Mato Grosso, n.08 XXV a XXVIII, 1931-1932;
- Atentado contra a Justiça (tese de direito), Cuiabá, 1932;
- Espelho de Almas,[1] (contos), Premiado pela Academia Brasileira de Letras — Rio de Janeiro 1932;
- João Poupino Caldas (ensaio biográfico), Cuiabá, 1934;
- Pela Boa Causa (Conferências, 1934);
- O Sentido da Literatura Mato-grossense[1] (conferência), Niterói, 1937;
- Piedade,[1] (romance), Cuiabá, 1937;
- Relatório da Administração da Justiça de Mato Grosso, Cuiabá, 1937;
- As Necrópoles Cuiabanas, Cuiabá, 1937;
- Manoel Alves Ribeiro[1] (ensaio biográfico), Cuiabá, 1938;
- O Sentimento de Brasilidade na História de Mato Grosso, (discurso de posse) Instituto Histórico e Geográfico Brasileiro, RJ, 1939;
- De Lívia a Dona Carmo - As mulheres na obra de Machado de Assis[4][5] (tese), 1939;
- Sorocabanos em Mato Grosso (ensaio genealógico),[6] 1939;
- Professoras Novas para um Mundo Novo (discurso paraninfal, na solenidade da colação de grau às Professoras, no Liceu Campograndense, Escola Normal Joaquim Murtinho), Campo Grande, 1939;
- A Chapada Cuiabana  (Ensaio de Geografia humana e econômica), 1940);
- O Exército, fator de brasilidade (discurso),1940;
- A Academia Mato-grossense de Letras[1] (notícia histórica), Cuiabá, 1941;
- Nos Jardins de São João Bosco[1] (discursos acerca da obra dos Salesianos em Mato Grosso), Cuiabá, 1941;
- Três Poemas da Saudade[1] (poemas), Cuiabá, 1943;
- Bibliografia Mato-grossense em colaboração com o Prof. Firmo Rodrigues e Rubens de Mendonça, Cuiabá, 1944;
- Escada de Jacó[1][7] (sonetos), Cuiabá, 1945;
- Roteiro da Felicidade[1] (sonetos), Cuiabá, 1946;
- No Tempo da Cadeirinha[1][8][9] (contos regionais), Curitiba, 1946;
- Poemas do Guaporé[1] (poemas), Cuiabá, 1949; dentre outros.[10]

## Participação em congressos
- Representou o Instituto Histórico de Mato Grosso e o Estado, no 3º Congresso de História Nacional (Rio de Janeiro, 1938);
- Representou a Academia Mato-Grossense de Letras no 1° Congresso das Academias de Letras (Rio de Janeiro, 1936);
- Representou a Academia Mato-Grossense de Letras no 2º Congresso das Academias de Letras e de Intelectuais (Rio de Janeiro, 1939);
- Representou o Instituto Histórico e Geográfico de Mato Grosso no 9º Congresso Brasileiro de Geografia, (Florianópolis, 1940);
- Representou o Tribunal de Justiça de Mato Grosso no 1º Congresso Nacional de Direito Judiciário (Rio de Janeiro, 1936) e, na 1ª Conferência Brasileira de Criminologia (Rio de Janeiro, 1936).